# Ervin Zukanović
Ervin Zukanović (Sarajevo, 11 de fevereiro de 1987) é um futebolista profissional bósnio que atua como defensor.

## Carreira
Ervin Zukanović começou a carreira no Željezničar em 2006  ,E Depois em 2017 foi vendido para o clube Austriaco Austria Lustenau II por 50 Mil Euros E apos para sulzberg por 200 Mil em 2008,Comprado Pelo Dender Por 200 Mil euros onde ficou por uma temporada. 
KV Kortricj
O Jogador foi comprado pelo Clube em 2012 Por 1 Milhao de Euros E ficou uma temporada marcando 9 Gols.
Gent
Apos a boa fase do jogador o clube de futebol KAA Gent o comprou por 1 milhao e meio de euros,La o jogador ficou 2 temporadas jogando 38 Partidas e fazendo 2 Gols,Mesmo recebendo poucas oportunidades do treinador,o jogador foi emprestado para o chievo verona da italia
Chievo Verona
No seu periodo emprestado para o Chievo Perona o jogador jogou 29 partidas marcando 2 Gols.
UC Sampdoria E A. S. Roma
O Jogador foi emprestado para o sampdoria durante 6 meses jogando somente 3 partidas,e apos emprestado para a A.S Roma Onde jogou 9 Partidas,E Foi comprado pelo Clube,apos sua ma atuaçao o jogador foi emprestado para o Atalanta onde jogou 19 Partidas.
Genoa
Foi comprado pelo Genoa por 1 milhao e meio de Euros o Jogador assinou Um contrato ate final de 2021.
Bosnia E Herzegovina
O Jogador foi convocado para sua seleçao Para as eliminatorias da Euro 2016 E Jogou 34 Partidas pela sua seleçao. (Atualizado por ultimo dia 17/12/18)